# Rockaway Park Shuttle
Rockaway Park Shuttle é um dos serviços (rotas) de trânsito rápido do metrô de Nova Iorque, em Queens. Esta rota opera em faixas que fazia parte da Long Island Rail Road até meados da década de 1950. Este serviço tem 5 estações em operação.